# Mille marin
Pour les articles homonymes, voir Mille, Mille (unité) et Milles.
Ne doit pas être confondu avec Mille terrestre international.

Définition du mille marin dans le modèle de Terre à grand cercle méridien. Distance correspondant à une minute (1°/60) de latitude à la surface de la Terre, maintenant définie comme 1852 mètres exactement.

Le mille marin ou nautique (symbole M, NM, nm, nmi ou Nq) est une unité de mesure de longueur utilisée en navigation maritime et aérienne, égale par convention à 1 852 mètres,. 
Bien que ne faisant pas partie du Système international d'unités, le mille marin lui est lié puisque défini par rapport au mètre. Historiquement, il a la valeur moyenne d'une minute de latitude d'un arc de méridien soit 1 851,85 m, ce qui a été arrondi par convention à 1 852 m.

## Définition
Selon la définition originelle, le mille marin est exactement égal à la longueur d'un arc reliant deux points d'un même méridien terrestre distants d'une minute en latitude.
Mais la Terre n'est pas une sphère parfaite car un peu aplatie aux pôles, qu'on modélise dans chaque système géodésique par un ellipsoïde de révolution aplati. La définition initiale du mille marin conduit à une variation de longueur d'approximativement un pour cent en fonction de la latitude, paradoxalement plus grande aux pôles (1 861,6 mètres) qu'à l'équateur (1 842,9 mètres). Les pays dans lesquels le mille marin était en usage ont adopté historiquement une valeur proche de celle applicable à la latitude de leur région géographique et donc légèrement différente d'un pays à l'autre.
Dans le système géodésique WGS-84 du GPS où les ellipses méridiennes ont une longueur voisine de 40 008 kilomètres, cette définition correspond à une longueur moyenne d'environ 1 852,2 mètres.
Dans le même système géodésique, le cercle équatorial a une longueur voisine de 40 075 kilomètres, soit une valeur moyenne d'environ 1 855,3 mètres pour une minute de longitude à l'équateur.
En 1929, la longueur du mille marin international a été fixée par convention à la valeur universelle et entière de 1 852 mètres, valeur à laquelle tous les pays se sont progressivement ralliés,.

## Terminologie

### Étymologie
Le terme provient du latin, le mille passus désignant à l'origine mille pas. En français, le mille marin était appelé autrefois mille brasses.

### Dénomination
La dénomination adoptée par la Première conférence hydrographique internationale extraordinaire (Monaco, avril 1929), réunissant 22 nations maritimes, est le « mille marin international », défini comme ayant « une longueur égale à 1 852 fois celle du prototype international du mètre ».
La dénomination en français est « mille marin », parfois « mille nautique ». Dans la phraséologie aérienne et maritime, le terme « nautique » peut être utilisé seul en tant que substantif afin d'éviter toute confusion avec le mille terrestre ou l'adjectif numéral mille.

## Historique
Le mille a été initialement introduit pour les besoins de la navigation astronomique comme la distance géographique entre deux points du même méridien à la surface terrestre à partir desquels on observe, au même moment, le même astre à des hauteurs au-dessus de l'horizon qui diffèrent d'une minute d'angle. Cette différence de hauteur signifie que les plans horizontaux de ces deux points, c'est-à-dire les plans tangents au géoïde, forment eux-mêmes un dièdre d'une minute d'angle, c.-à-d. l'écart de latitude entre ces points est bien d'une minute.
L'usage en navigation a toujours été de considérer le mille marin comme équivalent à une minute d'arc de l'ellipse méridienne. Cette définition entraîne une longueur variable qui dépend de la latitude et de la combinaison de deux effets opposés (dont le second est prépondérant), la variation du rayon terrestre (plus grand à l'équateur qu'aux pôles) et la variation du rayon de courbure terrestre (plus grand aux pôles qu'à l'équateur) : 1 861,6 mètres aux pôles et 1 842,9 mètres à l'équateur.
Jusqu'au milieu du XXe siècle, ces variations étaient le plus souvent négligeables par rapport à la précision des moyens et des objectifs de la navigation astronomique.
Mais, au-delà de la seule navigation astronomique, le mille marin a été également utilisé comme unité en typologies des espaces maritimes comme les eaux territoriales. Et différents pays ont utilisé, en fonction de leur situation géographique et d'autres critères, différentes équivalences, ainsi, la British Admiralty a longtemps utilisé le admiralty nautical mile comme valant 6 080 pieds (1 853,184 m), valeur égale à une minute de latitude au sud de la Manche alors que la France utilisait une valeur proche de 1 852 mètres valeur égale à une minute de latitude près d'Arcachon. Le besoin s'est rapidement fait sentir d'utiliser une équivalence universelle et donc un rapport constant avec le mètre.
En 1929, la première Conférence hydrographique internationale extraordinaire, réunie à Monaco, fixe la valeur du mille marin à 1 852 mètres exactement (valeur arrondie très proche de la longueur moyenne d'un arc de méridien d'une minute qui fait 1851,85 m). Les pays se sont progressivement ralliés à cette convention, par exemple les États-Unis en 1954 et le Royaume-Uni en 1970.
À la création du Système international d'unités en 1960, le BIPM déconseille l'usage du mille marin, mais, en 1982, la convention des Nations unies sur le droit de la mer réunie à Montego Bay (Jamaïque) adopte le mille marin comme unité de distance pour définir certaines typologies d'espaces maritimes (par ex. eaux territoriales, zone contiguë, zone économique exclusive et plateau continental). Cette Convention de Montego Bay fait désormais référence dans la définition du droit de la mer ; accessoirement elle a contribué à pérenniser l'usage du mille marin.
En 2019, le BIPM ne reconnaît plus l'usage du mille marin. Il reste cependant légal dans certains pays.

## Unités apparentées

### Le nœud: unité de vitesse
Le nœud est une unité de vitesse égale à un mille marin par heure (soit environ 0,514 mètre par seconde).
- L’abréviation standard pour désigner le nœud (knot en anglais), « kn » en minuscules, est adoptée internationalement pour la documentation nautique, les cartes et instructions nautiques[8],[9].
- L’abréviation « kt » est employée en aéronautique. Cependant, cette abréviation se confond avec celle de la kilotonne du Système international.
- Dans la marine nationale française, l'abréviation « nd » est couramment utilisée dans les documents de navigation et d'opérations.

Aujourd'hui, en France, l'abréviation couramment usitée est « kts » ou « nds » pour « knots » ou « nœuds ».

### Subdivision et multiples du mille
Une lieue marine vaut trois milles marins, ou 1⁄20 de degré de latitude soit 5 555,55 m. Le degré de latitude vaut 60 milles soit 111,111 km.
La seconde de latitude (1⁄60 de mille) vaut 30,87 m. Ces unités sont peu utilisées.

### Anciennes unités
L'encablure : longueur d'un dixième de mille marin (185,20 mètres), proches d'autres unités de courte longueur plus ou moins tombées en désuétude (100/120 brasses, touée) mesurant approximativement 200 m.
En unités impériales, on trouve plusieurs autres définitions dans la littérature anglo-saxonne :
- le admiralty nautical mile au Royaume-Uni (avant la normalisation de 1970) d'une longueur de 6 080 pieds ;
- le nautical, geographical ou sea mile aux États-Unis (avant la normalisation de 1954) d'une longueur de 6 080,2 pieds ;
- le geographical mile, une unité ancienne utilisée aux États-Unis au XVIIIe siècle pour mesurer le partage des terres et égale à une minute d'arc équatorial, d'une longueur de 6 087,08 pieds ;
- le telegraph mile dont la longueur est fixée à 6 087 pieds.

Après l'alignement sur la valeur conventionnelle de 1 852 mètres recommandée par la première conférence hydrographique internationale extraordinaire réunie à Monaco en 1929, l'international nautical mile (États-Unis, 1954) et le nautical mile (Royaume-Uni, 1970) ont, en unités impériales, été fixés à 6 076,115 485 56 pieds (où le pied est exactement égal à 0,304 8 m).
Depuis, d'autres définitions ont existé ou existent encore en référence à d'anciens besoins, des moyens désuets ou des systèmes géodésiques désormais dépassés. Ils sont pour la plupart désormais obsolètes.

## Symbole
Le BIPM spécifie qu'il « n'existe pas de symbole convenu au niveau international, mais les symboles M, NM, Nm et nmi sont utilisés ; seul le symbole M est indiqué dans le tableau 8 du BIPM ».
Mest utilisé pour le mille marin par l’Organisation hydrographique internationale (OHI), le Service hydrographique et océanographique de la Marine (SHOM), et le Bureau international des poids et mesures (BIPM). La notation minuscule « m » pouvant être confondue avec une autre unité SI (le mètre) est à proscrire.
NMde l'anglais nautical mile est utilisé par l’Organisation de l'aviation civile internationale (OACI). Les notations « Nm » et « nm » pouvant être confondues avec d'autres unités SI (respectivement le newton-mètre et le nanomètre) sont à proscrire (bien que « nm » soit la notation la plus usitée aujourd'hui en France).
nmde l'anglais nautical mile est utilisée pour la navigation de plaisance (livre de bord, logiciel de navigation et cartographie) bien que cela puisse être confondue avec les nanomètres en SI. Ce symbole est aujourd'hui le plus commun en français (fabricants d'équipements de navigation et livre de bord).
nmiest utilisé pour le nautical mile aux États-Unis par le Bureau d'impression du gouvernement des États-Unis.
Nqest utilisé pour le nautique par la Marine nationale en France dans les documents opérationnels et journaux de navigation.